# 이준식 (공학자)
이준식(李俊植, 1952년 9월 11일 ~ )은 대한민국의 공학자이다. 박근혜 정부에서 부총리 겸 교육부 장관을 역임했다.

## 학력
- 부산진초등학교
- 부산중학교
- 부산고등학교
- 1972년 ~ 1976년 서울대학교 기계공학과 학사
- 1978년 ~ 1980년 서울대학교 대학원 기계공학과 석사
- 1980년 ~ 1985년 캘리포니아 대학교 버클리 대학원 기계공학과 박사

## 경력
- 1985년 : 서울대학교 공과대학 기계항공공학부 조교수
- 서울대학교 공과대학 기계항공공학부 부교수
- 1985년 9월 ~ 2016년 1월 : 서울대학교 공과대학 기계항공공학부 교수
- 서울대학교 정밀기계공동연구소 소장
- 서울대학교 공과대학 기계항공공학부 학부장
- 서울대학교 BK21차세대기계항공시스템 창의설계 인력양성산업단 단장
- 서울대학교 마이크로열시스템 연구센터 소장
- 2011년 12월 : 서울대학교 연구처장
- 2012년 7월 : 서울대학교 연구부총장
- 2014년 1월 : 공과대학혁신특별위원회 위원장
- 2014년 12월 : 제2기 국가과학기술자문회의 창조경제분과 분과의장
- 2016년 1월 ~ 2017년 7월 : 제57대 부총리 겸 교육부 장관
- 2017년 7월 ~ : 서울대학교 공과대학 기계항공공학부 명예교수
- 자유한국당 당무위원
- 미래한국당 당무위원
- 국민의힘 당무위원
- 2022년 3월 ~ : 통일원코리아 논설위원
- 2023년 5월 ~ : 재단법인 백선엽장군기념재단 자문위원 겸 백선엽장군기념사업회 이사